# Ten Shin Han
Ten Shin Han (天津飯?), es un personaje ficticio del manga y anime Dragon Ball, creado por Akira Toriyama. Aparece por primera vez en el manga en el capítulo # 113 The 22nd Tenka'ichi Budōkai (第 22 回 天下 一 武 武 ain Dainijūnikai Tenkaichi Budōkai), publicado por primera vez en la revista Weekly Shōnen Jump el 24 de febrero de 1987, ingresando al torneo de artes marciales para matar a Son Goku y sus compañeros, sin embargo, más tarde se une a ellos.

## Biografía
Ten Shin Han originalmente es un alumno del maestro Tsuru Sen'nin, quien es un antiguo compañero y luego enemigo del maestro Kame Sen'nin (ambos fueron alumnos del fallecido Mutaito).
En el manga, Ten Shin Han apareció en el 22° Tenkaichi Budōkai para vengar la derrota de Tao Pai Pai (hermano menor de su maestro) a manos de Son Gokū. Allí además aparece Chaoz, su compañero inseparable y también alumno de Tsuru Sen'nin.
En esta etapa, Ten Shin Han estaba adiestrado en el denominado estilo de la Grulla, muy fuerte y cruel, tal como se vio en el combate contra Yamcha, a quien le rompió una pierna sin ningún escrúpulo cuando ya había ganado el combate. En la final contra Son Gokū perdió el combate pero ganó de forma fortuita de acuerdo a las reglas del torneo (según las cuales el primero en tocar una superficie fuera del cuadrilátero resulta perdedor) ya que, en los últimos instantes de la pelea, al haber salido despedidos fuera del área del estadio y estar en caída libre tanto él (inconsciente tras recibir un ataque) como Gokū (por no tener más energía), es el último en tocar el suelo ya que su rival fue chocado por un auto en el último tramo de la caída, por lo que la aceleró en los últimos segundos e hizo que toque el suelo primero, resultando así campeón Ten Shin Han.
Durante dicha pelea, tanto él como Chaoz se rebelan ante la maldad de su maestro Tsuru Sen'nin viendo la bondad de Kame Sen'nin. Ya con la muerte de Krilin a manos de Tambourine (un esbirro de Piccolo Daimaō) apenas finalizado el torneo, acaban por unirse a Son Gokū y su grupo de amigos. Durante su alianza con la escuela de la Tortuga, fue testigo de la muerte de Kame Sen'nin cuando este intentó derrotar a Piccolo Daimaō con la técnica Mafūba (creada por el maestro Mutaito hace 300 años) pero falló, tras lo cual perece por la cantidad de energía que tuvo que usar para ejecutarla. Al ver el terror que infligió la ejecución de esta técnica en Piccolo Daimaō, Ten Shin Han decide entrenarse por sus propios medios para aprender esta técnica y poder derrotarlo. A pesar de haberla ejecutado con éxito, no pudo encerrarlo porque uno de sus sirvientes se interpuso entre su amo y el tornado de energía, quedando atrapado en la cápsula que Ten Shin Han había preparado para Piccolo Daimaō. En dicha batalla muere Chaoz y finalmente Gokū hace su aparición derrotando brutalmente al enemigo.
Tiempo después, con las Dragon Balls logran revivir a los asesinados por Piccolo Daimaō y sus guerreros, incluyendo a Krilin y Chaoz. Desde ese entonces, junto a él adaptó el estilo de la Grulla a uno menos cruel que el original. En el 23º Tenkaichi Budōkai combatió contra un fortalecido Tao Pai Pai (quien tuvo gran parte de su cuerpo reconstruido robóticamente tras haber sido casi muerto por Gokū algunos años atrás) poco después de que este deje inconsciente a Chaoz casi sin esfuerzo, y lo derrota fácilmente, aunque en esta batalla sería atacado a traición con un puñal por lo que ganaría una cicatriz en su pecho que lo acompañaría el resto de su vida. En el mismo torneo termina perdiendo en las semifinales ante Gokū, quien para entonces ya le lleva una gran ventaja de poder.
Con el aviso de la llegada de los saiyajin al planeta Tierra, Ten Shin Han, Chaoz, Krilin, Yamcha y Yajirobe serán entrenados por Kamisama y Mr. Popo durante varios meses donde, con excepción de Yajirobe, incrementan exponencialmente sus poderes, superando ya largamente a sus propios maestros. Ten Shin Han fue el primero en pelear y superó con facilidad la fuerza de un Saibaiman ya que su poder pasaba las 1.800 unidades de ki (y las de dicho enemigo eran de 1.200). Luego, ya peleando contra el mucho más poderoso saiyajin Nappa, Ten Shin Han perdió el antebrazo izquierdo al usarlo para bloquear un ataque físico y queda herido casi mortalmente. Al ver la inmolación de Chaoz (el cual se sujeta a la espalda del saiyajin, reúne una gran cantidad energía en su cuerpo y se inmola en un intento desesperado de matarlo al ver lo drástica que se había tornado la batalla -pese a lo cual no logra causarle daño-), ataca al enemigo sin importarle su vida, luchando a ciegas por la impotencia de ver a su amigo suicidado y sin probabilidad de ser revivido por las Dragon Balls terrícolas ya que las mismas no pueden volver a la vida dos veces al mismo ser. Al no poder darle pelea a Nappa por la diferencia de poder, se precipita y decide usar lo que le queda de energía realizando el Ki Ko Hu con un solo brazo y, a pesar de darle de lleno, no logra herirlo dada la resistencia del enemigo y muere por el exceso de energía empleado.
Ten Shin Han estará a la espera de ser revivido por las Dragon Balls de Namek, lo que le impedirá participar en la pelea contra Freezer, sin embargo, junto a Piccolo, Yamcha y Chaoz, cruza el camino de la serpiente más rápido que Goku, tras lo cual entrenan juntos en el planeta de Kaiō-sama.
Ya revivido, estaría presente cuando Trunks del futuro mata a Freezer y su padre, King Cold. Desde este momento entrenaría con Chaoz para estar preparado a recibir el despertar de los androides asesinos que Trunks había alertado que aparecerían en dos años. Piccolo y él junto con Trunks intentaron vencer a N° 17 pero no pudieron hacer nada por su inesperada fuerza. Más tarde arriesgaría su vida al luchar usando el Shin Ki Ko Hu contra Cell antes de conseguir su forma perfecta para que N° 18 escape y no sea absorbida por dicho enemigo, logrando detenerlo por unos segundos, tras lo cual queda agotado y al borde de la muerte pero es salvado por Gokū, quien usa el Shunkan Idō para hacerlo. En ese momento se convierte en el único humano capaz de alcanzar un nivel de poder tan excepcional. Con su técnica Shin Ki Ko Hu logra alcanzar un nivel de poder superior a los soldados de élite de las fuerzas especiales de Freezer.
Luego participaría en el torneo de Cell, siendo derrotado por los Cell Jr. como los demás a excepción de Son Gohan.
Ten Shin Han se retira como luchador activo y ya no formaría parte de los peleadores en la saga de Majin Boo debido a que su poder queda eclipsado por el de los saiyajines y sus hijos (quienes eran mitad saiyajin y mitad humano). Hace una pequeña aparición para salvar a Dende y Mr. Satán desviando con su Ki Ko Hu un pequeño ataque energético de Majin Boo (quien tenía absorbidos a Gotenks y Piccolo) dirigido a ellos, tras lo cual es noqueado por el enemigo con un simple golpe pero queda vivo. Goku planeaba fusionarse con él por medio de los pendientes pothara, pero no pudo hacerlo debido a que este estaba inconsciente. Luego, junto a Chaoz fueron los únicos en sobrevivir a la masacre mundial de Majin Boo y participó en la Genkidama con toda la energía de la Tierra, con la cual Gokū derrotó al monstruo.
En sus primeras apariciones era uno de los personajes más poderosos hasta ese momento, estando casi al nivel de Son Gokū. Luego va quedando relegado debido a los al nivel inalcanzable (para él y otros personajes humanos) que alcanzan el protagonista y otros nuevos aliados y enemigos que van apareciendo en la historia, quienes toman todo el protagonismo en las batallas y hacen que personajes otrora fuertes, como el propio Ten Shin Han, ya no tengan el nivel suficiente para participar. 

### Dragon Ball GT
En Dragon Ball GT solo aparece en 2 ocasiones, unos instantes en la fiesta de la Capsule Corp. cuando Baby es derrotado, y en la secuencia final, cuando Gokū atraviesa toda la Tierra montado encima de Shenlong. Aquí se ve que Ten Shin Han sigue teniendo entrenamientos con Chaos hasta el final de la serie.